# Luisa Kocová z Dobrše
Luisa svobodná paní Kocová z Dobrše, německy Luise Freiin Kotz von Dobrsch, či jen Luise Freiin von Kotz (1812, Rakouské císařství – 14. prosince 1863, Praha) byla česká šlechtična z rodu Koců z Dobrše, spisovatelka a malířka.

## Život a činnost
Pocházela z české šlechtické rodiny Koců z Dobrše, narodila se jako třetí ze čtyř potomků Václava Erasma Koce (1773–1867)  a příbuzná Markvarta Josefa Koce z Dobrše. Měla starší sestru Ernestinu (1806–1861), staršího bratra Kristiána (1806–1860) a mladší sestru Johanu (* 1804). Luise se podobně jako Ernestině dostalo vynikajícího vzdělání. Kresbě a malbě ji vyučovala Amalie Mánesová. Obě sestry byly v Praze známé svou originalitou, byly uznávanými osobnostmi a emancipovanými ženami.

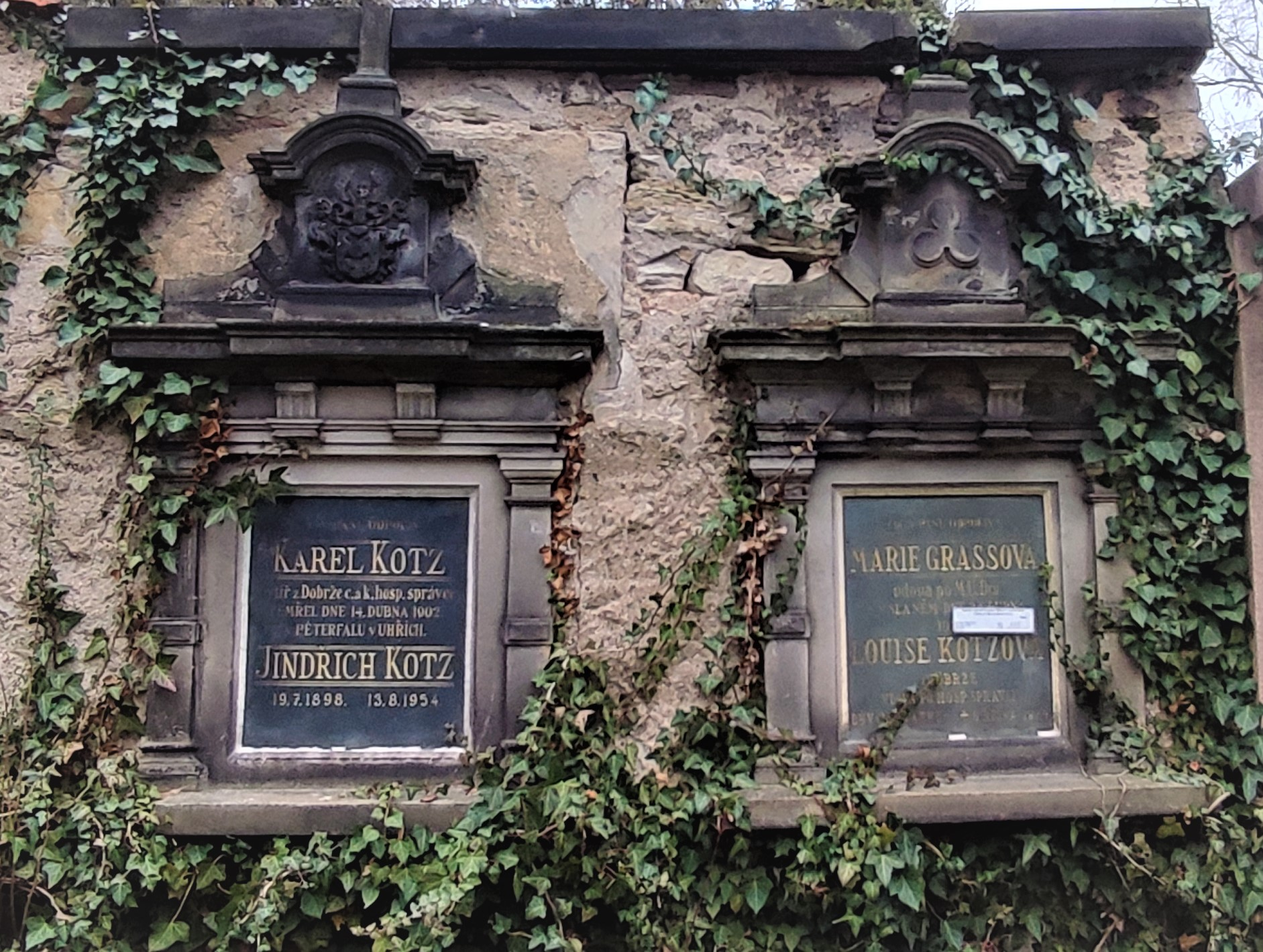
Náhrobní deska Luisy Kocové z Dobrše na hřbitově ve Slaném

Luisa byla v aristokratických kruzích velmi vážena pro své vzdělání. Proto, že jako čestná dáma vstoupila do Savojského ústavu šlechtičen ve Vídni, měla zajištěný status nezávislé ženy a panny, která se nesměla provdat. Udržovala společenskou i akademickou korespondenci s předními osobnostmi své doby.
Baronka Luisa bydlela v Praze na Starém Městě v paláci Hrobčických čp. 401/I na nároží ulic Rytířské 20 a Provaznické. Podnikala časté cesty do ciziny. Na výpravě po severním Německu, Itálii, Tyrolsku, Uhrách a dalších zemích vytvořila mnoho obrazů a skic, na nichž zachycovala zvláště charakteristická místa pro daný kraj. Své malby poté věnovala c. k. říšskému geologickému ústavu ve Vídni.
Baronka Luisa Kocová z Dobrše zemřela po dlouhé nemoci, protože po záchvatu mrtvice byla upoutána na lůžko. Byla pochována v rodové hrobce v Újezdě Svatého Kříže, ale její náhrobní deska je vsazena ve zdi Městského hřbitova ve Slaném.
Zajímavý medailon o jejím životě a tvorbě napsal Isidor Gaiger.

### Malířská tvorba
Z korespondence s Alexandrem von Humboldtem se rovněž dozvídáme o jejím umění v krajinomalbě. V dopise napsaném 21. července 1857 v Berlíně píše Humboldt baronce:
| „                        | „Zu dem vielen Schönen, was ich der geologischen Reichsanstalt und dem Wohlwollen des geistreichen Haidinger verdanke, gehört auch die Annäherung der Frau Baronin Luisa von Kotz und die gnädige Sendung anmuthiger Landschaftsbilder, mit denen sie den Urgreis beglückt hat. Solche Gebilde und die lebensfrische Darstellung der von Menschen in sehr wechselnden Culturzuständen veränderten Bodengestalt gehören unter Ihrer kunstschaffenden Hand zu den geographischen Physiognomien der Natur. Empfangen Sie, hochverehrte Frau Baronin (ich rühme mich, sagen zu dürfen, meine Correspondenz-Collegin in dem herrlichen k. k. Institute der geologischen Reichsanstalt), den innigstgefühlten Ausdruck meines ehrerbietigsten Dankes u. s. w.“ | K tomu množství krásného, za co vděčím Říšskému (geologickému) ústavu a shovívavosti laskavého p. Haidingera, patří rovněž náklonnost paní baronky Luisy von Kotz a jejímu laskavému zaslání půvabných krajinomaleb, jimiž obšťastnila starého pána. Takové útvary a realistické zobrazení tvaru krajiny, upravené člověkem ve velmi proměnlivých kulturních podmínkách, patří ve Vašich uměleckých rukou ke geografické fyziognomii přírody. Přijměte, vysoce vážená paní baronko (je mi ctí, že smím říci, má kolegyně-korespondentko v nádherném c.k. geologickém ústavu), nejsrdečnější vyjádření mého nejuctivějšího poděkování atd. | “ |
| — Alexander von Humboldt | | |   |

### Literární tvorba
V literárních pracích popisovala jak svá pozorování a postřehy, tak osobní zážitky z cest. V roce 1861 vyšly tiskem její vzpomínky 
- „Was ich erlebte! Was mir auffiel! Erinnerungen vermischten Inhalts.“ (česky:Co jsem zažila! Čeho jsem si všimla! Vzpomínky různého obsahu.), celkem tři svazky obsahují množství úvah, zamyšlení i vtipných postřehů. Na svou dobu originálním stylem psané dílo s vlastními ilustracemi autorky bylo ve své době v Praze velmi rozšířené.

Několik dní před její smrtí vyšla tiskem modlitební knížka, kterou napsala.

## Sourozenci
Bratr Kristián Koc z Dobrše zastával post politika a společensky významného činitele. Působil jako poslanec Českého zemského sněmu a Říšské rady a též jako c. a k. komoří.